# 木脚乡
木脚乡，是中华人民共和国湖南省怀化市通道侗族自治县下辖的一个乡镇级行政单位。

## 行政区划
木脚乡下辖以下地区：
木脚村、溪上村、更头村、石榴村、石岩村、坪水村和凉江村。